# 信州大学教育学部附属長野小学校
信州大学教育学部附属長野小学校（しんしゅうだいがくきょういくがくぶ ふぞくながのしょうがっこう;Nagano Elementary School Attached to the Faculty of Education of Shinshu University）は、長野県長野市にある、国立大学法人の小学校。

## 概要
信州大学教育学部附属長野中学校及び信州大学教育学部附属特別支援学校が隣接する。公教育の一環としての任務のほかに、教育学部学生の実習の場でもある。
校歌「信濃の国
」はその後、長野県の県歌に制定され、今日に至っている。朝礼時にも「信濃の国」が流れる。
制服は無いが、服装規定を設けている。

## 沿革
- 1873年（明治6年）5月 - 筑摩県師範講習所を松本開智小学校内に開設。
- 1873年（明治6年）8月 - 長野県師範講習所を長野東之門宝林寺念仏堂に開設。
- 1880年（明治13年）3月 - 師範生徒小学実地授業のため、本校は長野小学校を、松本支校は開智小学校を附属小学校に代用する。
- 1881年（明治14年）9月 - 長野県師範学校を松本から上水内郡長野町に移し、長野県尋常師範学校と改称。
- 1882年（明治25年）12月17日 - 長野県尋常師範学校附属小学校創立。
- 1898年（明治31年）4月 - 長野県師範学校附属小学校と改称。
- 1911年（明治44年）9月 - 元市役所西側に新校舎落成し移転。
- 1917年（大正6年）4月 - 研究学級2学級を置く。
- 1937年（昭和12年）3月 - 研究学級を廃止。
- 1941年（昭和16年）4月 - 長野県師範学校附属国民学校と校名を変更。
- 1942年（昭和17年）4月 - 文部省移管となり、官立長野師範学校男子部附属国民学校と改称。
- 1947年（昭和22年） - 学制改革で、初等科を長野師範学校男子部附属小学校と改称し、高等科を母体に長野師範学校男子部附属中学校を開設。
- 1949年（昭和24年）4月1日 - 信州大学設置に伴い、信州大学長野師範学校長野附属小学校と改称。
- 1951年（昭和26年）4月1日 - 師範学校廃校に伴い、信州大学教育学部附属長野小学校と改称。
- 1966年（昭和41年）4月1日 - 特殊学級校舎が落成し、特殊学級を開級。
- 1975年（昭和50年）4月1日 - 養護学級（北校舎）が信州大学教育学部附属長野養護学校として独立。

## 最寄駅
- 長野電鉄長野線 附属中学前駅

## 著名な出身者
- 市川春代 - 女優
- 猪瀬直樹 - ノンフィクション作家、参議院議員、第18代東京都知事
- 草川信 - 作曲家
- 河野通勢 - 画家
- 関恒義 - 経済学者、一橋大学名誉教授
- 花岡信昭 - ジャーナリスト
- 山本貴志 - ピアニスト
- YOU THE ROCK★ - ミュージシャン